# Hollywood Tour
Die Hollywood Tour war ein als Wasserthemenfahrt ausgelegter Dark Ride im späteren Themenbereich Fantasy des Freizeitpark- und Themenparks Phantasialand in Brühl. Die Bahn wurde mit Saisonstart am 1. April 1990 eröffnet. Am Freitagabend den 30. März 1990 fand eine Eröffnungsfeier mit geladenen Gästen statt. Die erste Fahrt fand um 18:00 Uhr statt. Anschließend gab es im anliegenden Restaurant Petit Paris (heute das Fantissima Theater) eine Premieren-Gala. Stargast des Abends war Marlène Charell, begleitet durch das französische Show-Orchester André Cyriel. Die Fahrt zeigte den Fahrgästen „Szenen berühmter Filmklassiker“ (Zitat der Alfred-Hitchcock-Figur im Eingangsbereich). Das Fahrsystem mit Booten wurde von der Intamin AG Schweiz gebaut, die Innenausstattung und Figuren lieferte Firma Hofmann. Die Hollywood Tour teilte sich zuletzt das Gebäude mit der Dunkelachterbahn Crazy Bats, die im oberen Teil untergebracht ist und dem benachbarten Fantissima-Bereich.
Zum Zeitpunkt ihrer Eröffnung wurde die Hollywood Tour als eine der Hauptattraktionen des Parks präsentiert und stark beworben. Für den Dark Ride wurden zusammen mit dem gleichzeitig eröffneten Bereich Petit Paris 15 Millionen DM investiert. Die Eröffnung wurde mit 600 geladenen Gästen gefeiert, darunter waren viele Prominente wie Marlène Charell, Désirée Nosbusch und Max Schautzer.
Als Fahrsystem kamen Boote für maximal 20 Personen zum Einsatz. Die Boote wurden durch Wasserströmung in einem Kanal mit etwa 0,6 Meter pro Sekunde über die 340 Meter lange Strecke bewegt. Insgesamt wälzten 30 Pumpen die etwa 2000 Kubikmeter Wasser um. In den Szenen wurden durch das Durchfahren der Boote verschiedene Ereignisse ausgelöst, zum Beispiel das Auftauchen zweier Haifiguren in der Der-weiße-Hai-Szene oder das Umstürzen von Säulen in der Samson-und-Delilah/Sindbad- Szene.
An den Übergängen zwischen den verschiedenen Filmszenen kamen zusätzlich unter Wasser angebrachte Reibräder zum Einsatz. Damit wurde gewährleistet, dass jeweils nur ein Boot eine Szene durchfuhr. Zusätzlich konnten an diesen Stellen die Boote zur Evakuierung in Notfällen definiert gestoppt werden. Insgesamt wurden bis zu 15 Boote eingesetzt, wodurch die Fahrt eine theoretische Kapazität von maximal 2400 Personen pro Stunde besaß. Die Station lag höher als der Rest der Strecke, die Boote wurden am Ende der etwa acht Minuten langen Fahrt mit einem Förderband wieder auf das Niveau der Station transportiert.
Im Jahr 1995 war das Phantasialand Schauplatz des ZDF Sonntagskonzerts. Hierfür wurde extra ein Song über die Hollywood Tour produziert. Dieser hieß Geisterbahn und wurde vom Gnadenlos-Quartett performt.
Ende Juni 2020 wurde die Bahn zunächst aufgrund von Wartungsarbeiten geschlossen. Nach dem Ende der Wintersaison im Januar 2022 wurde die endgültige Schließung der Anlage in ihrer bisherigen Form mit dem Verschwinden sämtlicher Webauftritte der Attraktion auf den offiziellen Seiten des Phantasialandes indirekt bekannt gegeben.

## Fahrt
Der Eingangsbereich war passend zum Thema der Attraktion als Filmstudio gestaltet. Neben dem Einstieg begrüßte ein Alfred-Hitchcock-Animatronic die Fahrgäste. Durch ein mit Glühlampen umrahmtes Tor fuhren die Boote eine Abfahrt in eine künstliche Tropfsteingrotte hinab, wodurch dem Besucher der Wechsel in die Erlebniswelt verdeutlicht wurde. Die Abfahrt kurz nach der Station war ein Stilelement, welches bei verschiedenen Wasserthemenfahrten zum Einsatz kommt, etwa bei Piraten in Batavia im Europa-Park.
Während der Fahrt durch die Tropfstein-Abschnitte zwischen den Szenen war als Musikuntermalung das atmosphärische, an Sphären-Klänge erinnernde Musikstück Voyager von Wavestar zu hören.
Nachfolgend werden alle dargestellten Szenen aufgelistet:
| Name                         | Beschreibung |
| ---------------------------- | --- |
| Der weiße Hai                | Ein Fischerboot wird versenkt, die Steganlage bricht zusammen und Haie tauchen aus dem Wasser auf. |
| Tarantula                    | Die Boote fahren zwischen den Beinen einer überdimensionalen Tarantel hindurch, während ein Hubschrauber auf die Riesenspinne schießt. |
| Samson und Delilah           | Es wird ein orientalischer Tempel dargestellt. Der angekettete Samson demonstriert seine Kraft und reißt Säulen des Tempels nieder. Die Szene wurde 1999 umgestaltet zu Sindbad der Seefahrer                                                                           |
| Sindbad der Seefahrer        | Es wird eine orientalische Szene gezeigt, Säulen kippen scheinbar auf die Besucher. |
| Frankenstein                 | Frankensteins Monster erwacht zum Leben und stößt im zweiten Teil der Szene Elisabeth über den Köpfen der Zuschauer in den Tod; Teile der Szene waren seit dem Umbau 2007 deaktiviert, um die Attraktion weniger beängstigend und damit familienfreundlicher zu machen. |
| 20.000 Meilen unter dem Meer | Unterwasserszene: Taucher bergen einen Schatz, umgeben von Haien und Anemonen. |
| Tarzan                       | Tarzan reitet auf einem Elefanten, Affen fahren Wasserski und werden dabei von einem Krokodil gezogen. |
| Die Vögel                    | Eine Frau wird von Raben attackiert; wurde 2007 umgestaltet zu Der Zauberer von Oz. |
| Der Zauberer von Oz          | Ersetzte Die Vögel; Es wird das Haus nach der Landung gezeigt, vor dem Glinda steht. Seit 2008 steht auch Dorothy, die man vorher nur hat reden hören, auf der Veranda des Hauses.                                                                                      |
| King Kong                    | Ein riesiger King Kong wird von einem Boot aus mit einem Maschinengewehr beschossen, während es das Boot angreift. |

Neben der zum großen Teil aufwendigen Darstellung der eigentlichen Filmszenen mit etwa 80 lebensgroßen Animatronics waren in vielen Szenen zusätzlich Filmteams und sonstige Filmausrüstung zu sehen. Beispielsweise gab es in der Tarantula-Szene einen Regisseur der Anweisungen rief und einen auf Schienen bewegten Kamerawagen.

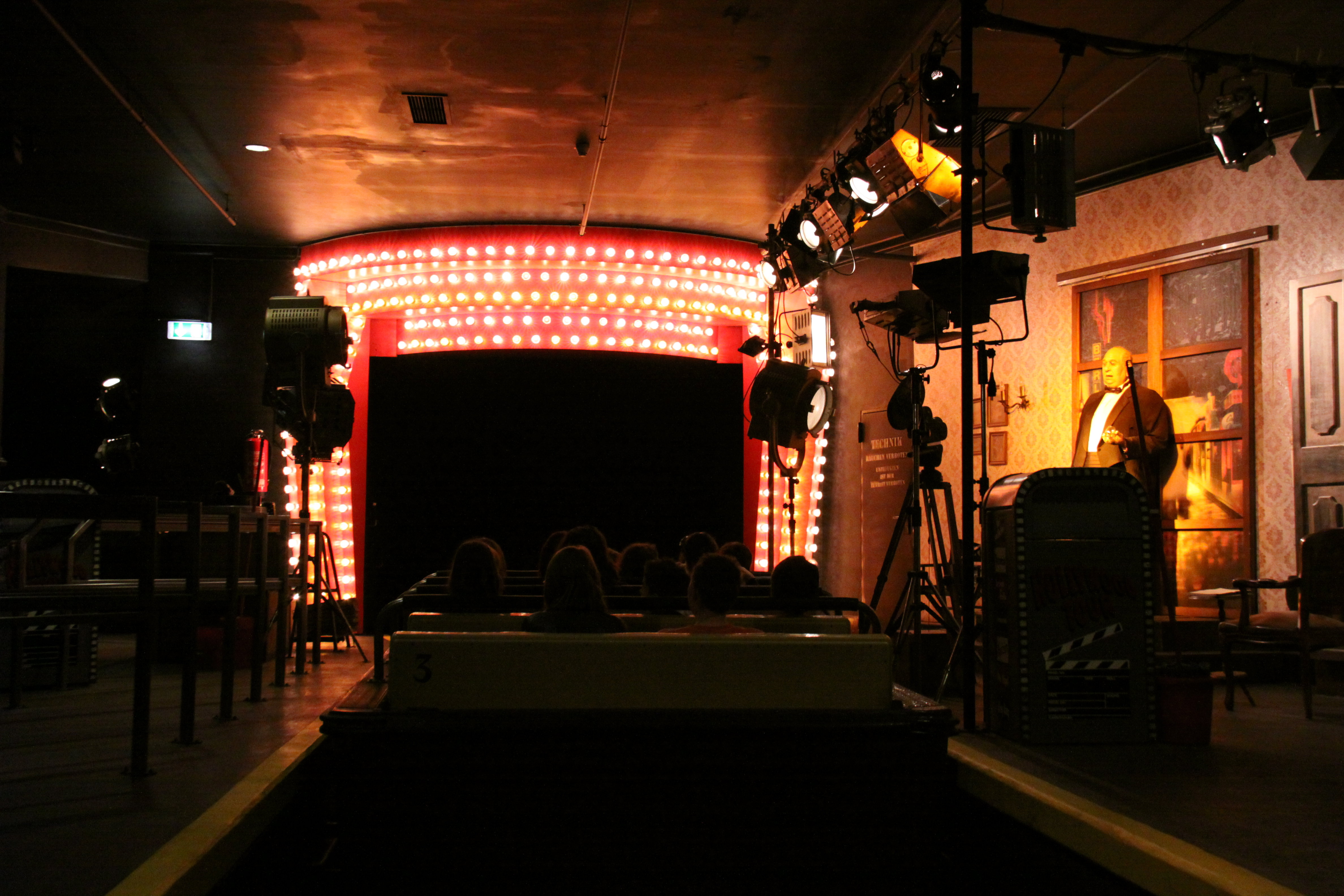
Station der Hollywood Tour
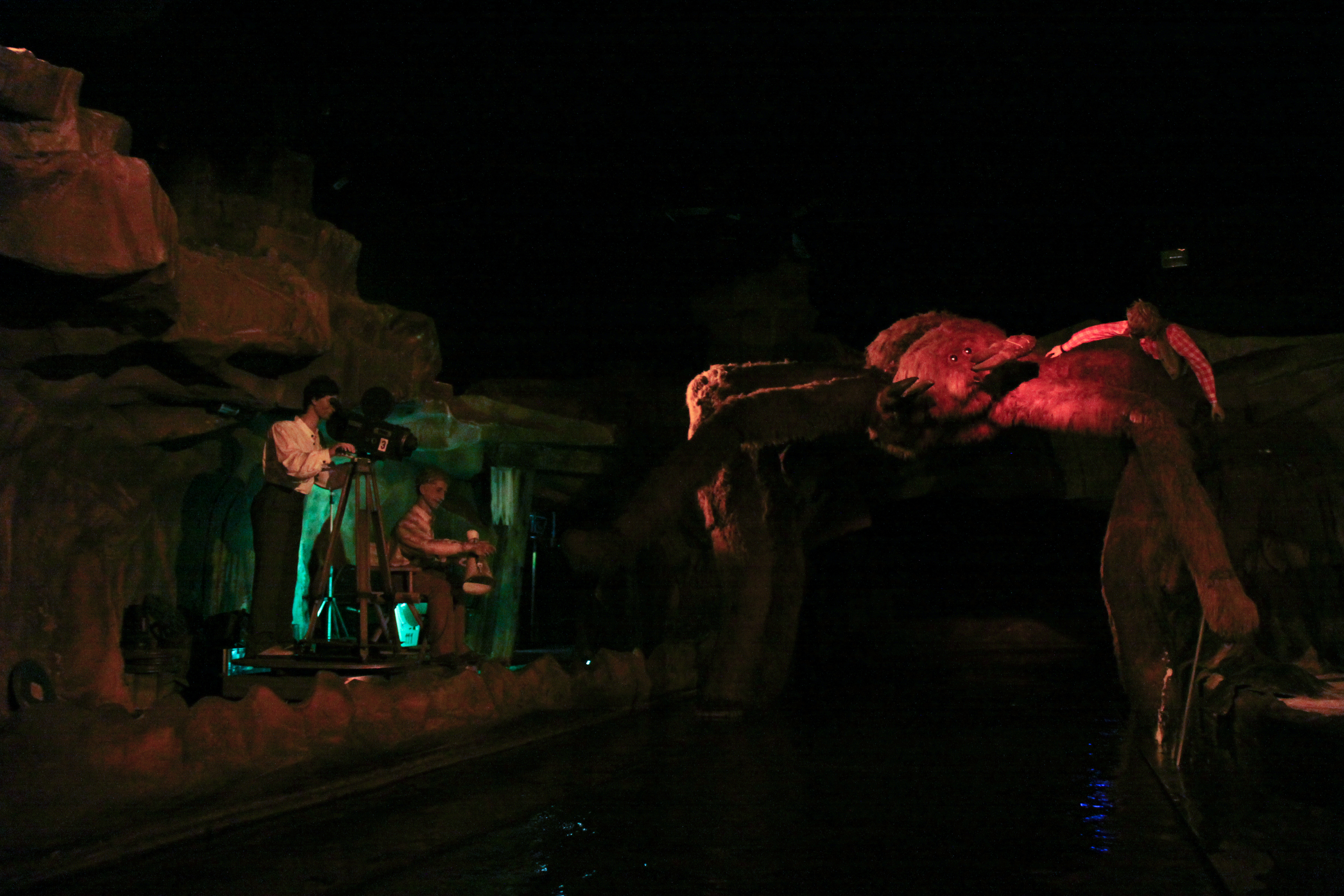
Ein Teil der Tarantula-Szene

Der Ausgang der Attraktion führte bis 2007 durch den im selben Gebäude befindlichen Gastronomie- und Show-Bereich Petit Paris, im Jahr 2000 umbenannt in Cristallion. Seit 2004 wird der Bereich für die Dinnershow Fantissima genutzt, weshalb zeitweise als Behelf ein Notausgang genutzt wurde. Ende 2007 wurde während einer längeren Schließung der Anlage die Szene "Die Vögel" zu "Der Zauberer von Oz" umgestaltet, der Ausgang gestalterisch angepasst und einige weitere kleine Renovierungsarbeiten durchgeführt.